# Trafana collaris
Trafana collaris är en stekelart som först beskrevs av André Seyrig 1952.  Trafana collaris ingår i släktet Trafana och familjen brokparasitsteklar. Inga underarter finns listade i Catalogue of Life.